# 가면라이더 쿠우가 (캐릭터)
가면라이더 쿠우가(일본어: 仮面ライダークウガ 카멘라이다 쿠가[*])는 일본 토에이의 특수촬영 드라마 《가면라이더 쿠우가》의 주역 라이더이다. 사슴벌레(일본어: クワガタ 쿠와가타[*])와 가면라이더 1호를 모티브로 하고 있다. 메뚜기를 모델로 한 가면라이더 1호와는 달리 사슴벌레를 모델로 하면서, 장수풍뎅이를 모델로 한 가면라이더 스트롱거의 디자인 및 특성도 참고했다. 다수의 폼을 가지고 있는데 기술은 1호, 폼 체인지 개념은 스트롱거와 공통성을 가지고 있다. 작품 내에서는 가면라이더로 불리지 않으며, 그론기들과 고다이 유스케의 일부 지인 사이에서는 "쿠우가"로 불리고, 이외 사람들은 "미확인 생명체 제4호"(일본어: 未確認生命体第4号 미카쿠닌 세이메이타이 다이욘고[*]) 또는 간단히 "4호" 등으로 부른다.
고다이 유스케가 초고대 민족 린트(일본어: リント 린토[*])가 사용자의 바람을 실체화하는 능력을 가진 성스러운 돌 아마담(일본어: アマダム)을 넣어 만든 변신 벨트 어클(일본어: アークル 아쿠루[*])을 장착하여 변신하는 전사이다. 아마담은 변신하지 않는 상태에서는 유스케의 체내에 머문다. 유스케는 MRI 검사에 의한 단층 사진을 얻었을 때, "아마담으로부터 전신에 퍼지고 있는 신경상의 물체가 육체 조직과 융합"하고 있다는 사실을 알았다. 그 신경 조직과 같은 물체로부터 명령이 퍼지는 것으로서 신체를 분자·원자 단위로 빠른 속도로 변화시키는 것 외에, 인간의 수준을 뛰어넘는 정도로 근육 조직이 강화되어, 신경도 발달하게 된다. 그 후 미확인 생명체 (그론기)의 혈액 검사와 시체 해부 결과, 그들은 인간과 거의 같은 종적으로, 그 경이로운 능력과 변신의 원동력인 성스러운 돌, 신경 조직의 면에서도 그론기와 쿠우가는 완전히 같다는 것이 작품이 진행되는 과정에서 판명된다.
어클에는 마음이 깨끗한 사람만이 장착할 수 있도록 일종의 프로텍트가 깔려 있다. 쿠로가오카 유적의 관에서 유해로 발견된 사람이 초고대에 쿠우가로 변신하여 그론기들을 영원히 봉인하기 위하여 자신도 어클과 함께 관에 들어가 봉인을 관장했었는데, 서기 2000년 사람들이 발굴된 관을 열자 그론기들이 부활하였고, 어클은 그 곳에 있던 청년 고다이 유스케에게로 가 그의 몸에 흡수되어 쿠우가로 변신시켰다. 유스케는 맞서고 있던 그론기인 '즈 고오마 그'(일본어: ズ・ゴオマ・グ 즈 고마 구[*])로부터 쿠우가라는 단어를 듣고 자신이 변한 모습의 이름인 쿠우가를 알게 되었다.
아마담은 장착자의 부상을 빠르게 회복시키고, 장착자가 치명적인 중상을 입었을 경우 장착자를 가사 상태로 만들어 치유하는 능력을 가지고 있다. 쿠로가오카 유적에서 발견된 초고대의 전사도 운 다그바 제바가 부활할 때까지는 아마담의 힘으로 살아있었던 것으로 판명된다. 한편으로 "마음이 바르고 몸이 건강한 자여, 이것을 몸에 담거라. 그러면 전사 쿠우가가 되리라. 한번만 몸에 담아도 영원히 그것과 함께 있으며, 그 힘과 함께 하리라."(일본어: 心清く体健やかなるものこれを身につけよ さらば戦士クウガとならん ひとたび身につければ 永遠に汝とともにありてその力)라고 어클에 기록되어 있어, 한번 장착하면 다시는 몸에서 떼어낼 수 없다. 또 '금색의 힘'(일본어: 金色の力 킨이로노 치카라[*])이 각성했을 때 "아마담에서 뇌로 뻗은 신경계의 증식", "근육의 활동 증가" 등 강해질 때마다 아마담이 장착자의 몸을 갉아먹어 마침내 "싸움밖에 모르는 생물 병기"(일본어: 戦うためだけの生物兵器 타타카우타메다케노 세이부츠헤이키[*])로 변할 수 있다.
손목에 있는 핸드 컨트롤러링에서 발산하는 모핀 파워로 손에 있는 물체를 각 폼에 걸맞은 무기로 바꾸어주며, 필살기를 사용할 때 손발의 컨트롤러링에서 발산하는 봉인 에너지를 킥이나 무기로 그론기의 신체에 흘려보낸다. 봉인 에너지는 타격이나 베기 공격 등을 표적에 직접 맞추지 않고도 물질을 따라 내보내어 이 발산 에너지를 받은 그론기의 벨트는 봉인 에너지에 반응하여 폭발한다. 다만 벨트를 장착하지 않았던 메 기노가 데(일본어: メ・ギノガ・デ 메 기노가 데[*])의 몸에 봉인 에너지가 흘렀을 때는 신체 자체가 녹았다.

## 기본 폼
장착자의 의지에 어클이 호응하면 아마담이 가진 모핀 파워(영어: Morphin Power, 물질을 원자·분자 단위로 분해한 다음 재구성하는 능력)로 불완전한 그로잉 폼, 기본 형태인 마이티 폼, 드래곤 폼, 페가수스 폼, 타이탄 폼 등 다양한 형태로 장착자를 변신시킨다. 유스케는 이처럼 형태를 바꾸는 변신을 "초변신"(일본어: 超変身 초헨신[*])이라고 부른다. 또 유스케가 소생 수술 때 받은 전기 쇼크로 아마담이 변질되어 기본 폼에서 각각 발전한 "라이징 폼" 및 어메이징 마이티 폼의 변신 능력을 얻었다. 또 싸움을 계속하면서 쿠우가는 그론기의 수령인 "궁극의 어둠을 가진 자"(일본어: 究極の闇をもたらす者 큐쿄쿠노 야미오 모타라스 모노[*])와 같은 얼티밋 폼으로 변화한다. 작품 안에서 쿠우가가 변신하는 폼은 약 11종이다.

### 그로잉 폼
그로잉 폼(Growing form, 일본어: グローイングフォーム 구로인구 호무[*])은 쿠우가의 불완전한 형태이다. 흰색을 띠고 있으며 작품 안에서는 흰색의 쿠우가(일본어: 白のクウガ 시로노 쿠우가[*])라고 불린다. 다른 폼과는 달리 머리 부분의 뿔이 짧으며, 마이티 폼에서 색만 바꾼 형태이다. 이야기 초반에 유스케가 변신한 모습으로 그 이유를 유스케는 전사로서의 각오가 충분하지 않았기 때문(일본어: 戦士としての心構えが不十分だったため 센시토시테 코코로가마에가 후주분닷타타메[*])이라고 추측했다. 또 다른 특정 폼의 변신 한계 시간을 경과한 경우에도 그로잉 폼으로 변한다. 다른 폼에서 그로잉 폼으로 강제 변신 해제되면 아마담의 기질 변화가 일어나 변신이 불가능하게 되며, 2시간이 지나야 변신 능력이 돌아온다. 필살기는 메 기노가 데와의 싸움에서 사용한 그로잉 킥(일본어: グローイングキック 구로인구 킷쿠[*])이다. 그러나 마이티 폼의 절반 정도의 전투력 밖에 없는 그로잉 폼의 킥은 새겨지는 각인이 다른 폼과는 달리 몇 개의 선이 빠진 상태이기 때문에 위력은 떨어지지만, 발의 장식이 마이티 폼처럼 붉어지면서 세 번째 킥이 마이티 킥과 같은 각인을 뿜어내어 적을 쓰러뜨렸다. 원래는 미확인 생명체 2호로 호칭되었으나 4호와 동일한 존재임이 판명되면서 흰 4호로 불렸다.

### 마이티 폼
마이티 폼(Mighty form, 일본어: マイティフォーム 마이티 호무[*])은 쿠우가의 기본 형태이다. 붉은색을 띠고 있으며 작품 안에서는 붉은색의 쿠우가(일본어: 赤のクウガ 아카노 쿠우가[*])라고도 불린다. 불꽃의 힘을 지니고 있으며, 아이덴디티 문구는 "사악한 자가 있으면 희망의 영석을 몸에 담아 불꽃처럼 사악한 존재를 쳐부수는 전사 있으리"(일본어: 邪悪なる者あらば 希望の霊石を身に付け 炎の如く邪悪を打ち倒す戦士あり)이다. 신체 능력의 균형이 뛰어난 형태로, 맨손으로 타격하는 격투전이 주를 이루는 폼이다. 적의 실력을 확인할 때 이 폼으로 싸운 다음 적의 공격 패턴에 걸맞은 폼으로 '초변신'한다. 필살기는 근육을 크게 발달시켜 오른쪽 발로 모은 봉인 에너지를 내뿜으며 상대방을 향해 내지르는 마이티 킥(일본어: マイティキック 마이티 킷쿠[*])으로, 그 위력은 30톤이다. 즈 자인 다(일본어: ズ・ザイン・ダ)와의 첫 싸움 후 유스케의 107번째 기술 공중회전을 더한 강화 마이티 킥(일본어: 強化マイティキック 쿄카 마이티 킷쿠[*])를 추가한 이후에는 계속 강화 마이티 킥을 사용했다. 바이크를 운전할 때에도 주로 마이티 폼으로 변신한다. 핸드 컨트롤러링은 봉인 에너지를 고우람과 연결하여 필살기를 사용해 적에게 흘려넣을 때 사용한다.

### 드래곤 폼
드래곤 폼(Dragon form, 일본어: ドラゴンフォーム 도라곤 호무[*])은 쿠우가의 특수 형태이다. 푸른색을 띠고 있으며 작품 안에서는 푸른색의 쿠우가(일본어: 青のクウガ 아오노 쿠우가[*])라고도 불린다. 물의 힘을 지니고 있으며, 아이덴디티 문구는 "사악한 자가 있으면 그 기술을 무로 돌려 흐르는 물과 같이 사악한 존재를 쓸어내는 전사 있으리"(일본어: 邪悪なる者あらば その技を無に帰し 流水の如く邪悪を薙ぎ払う戦士あり)이다. 도약력과 민첩성이 뛰어나며, 도약력은 마이티 폼의 3배 이상의 수치에 속한다. 높은 장소에 도약할 때 이 폼으로 변신하는 경우도 있다. 파워나 내구력은 마이티 폼에 비해 현저히 떨어져, 그 단점을 보완하기 위해 쇠파이프나 나뭇가지 등 "긴 것"을 상상하며 물건을 집어 드래곤 로드(Dragon rod, 일본어: ドラゴンロッド 도라곤 롯도[*])라는 무기를 만들어 사용한다. 필살기는 드래곤 로드를 적에게 꽂아 끝에서부터 봉인 에너지를 흘리는 스플래시 드래곤(일본어: スプラッシュドラゴン 스푸랏슈 도라곤[*])이다.

### 페가수스 폼
페가수스 폼(Pegasus form, 일본어: ペガサスフォーム 페가사스 호무[*])은 쿠우가의 특수 형태이다. 초록색을 띠고 있으며 작품 안에서는 초록색의 쿠우가(일본어: 緑のクウガ 미도리노 쿠우가[*])라고도 불린다. 바람의 힘을 지니고 있으며, 아이덴디티 문구는 "사악한 자가 있으면 그 모습을 감추고 질풍과 같이 사악한 존재를 쏘아 꿰뚫는 전사 있으리"(일본어: 邪悪なる者あらば その姿を彼方より知りて 疾風の如く邪悪を射抜く戦士あり)이다. 시각, 청각 등 감각 신경을 극한까지 끌어올린 형태로, 자외선이나 적외선을 볼 수 있으며 초음파를 듣는 것도 가능하여 이 능력으로 멀리 떨어진 적이나 움직임이 빠른 적, 보호색으로 모습을 숨긴 적과 손쉽게 싸울 수 있지만, 근접전에서는 불리하며, 에너지 소모가 많아 약 50초 정도 밖에 폼을 유지할 수 없다. 만약 제한 시간이 초과된 경우 강제로 그로잉 폼이 되어 회복을 위해 2시간 동안 변신 능력을 잃고 만다. 권총 등 "쏠 수 있는 것"을 상상하며 물건을 집어 페가수스 보우건(Pegasus bowgun, 일본어: ペガサスボウガン 페가사스 보우간[*])이라는 무기를 만들어 사용한다. 필살기는 고밀도로 압축한 공기탄을 봉인 에너지와 함께 보우건에서 발사하는 블래스트 페가수스(일본어: ブラストペガサス 부라스토 페가사스[*])이다.

### 타이탄 폼
타이탄 폼(Titan form, 일본어: タイタンフォーム 타이탄 호무[*])은 쿠우가의 특수 형태이다. 보라색을 띠고 있으며 작품 안에서는 보라색의 쿠우가(일본어: 紫のクウガ 무라사키노 쿠우가[*])라고도 불린다. 대지의 힘을 지니고 있으며, 아이덴디티 문구는 "사악한 자가 있으면 강철의 갑옷을 몸에 입고서 땅을 가름과 같이 사악한 자를 베는 전사 있으리"(일본어: 邪悪なる者あらば 鋼の鎧を身に付け 地割れの如く邪悪を斬り裂く戦士あり)이다. 위력이나 내구력이 뛰어난 형태로, 강력한 힘을 가진 적과의 싸움에서 유리하다. 방어력이 강하기 때문에 상대가 공격해와도 피하지 않고 계속 다가가 타이탄 소드로 공격하는 전투 방법을 사용한다. 바이크의 그립(Grip)이나 켜낸 재목(角材) 등 "벨 수 있는 것"을 상상하며 물건을 집어 타이탄 소드(Titan sword, 일본어: タイタンソード 타이탄 소도[*])라는 무기를 만들어 사용한다. 필살기는 타이탄 소드로 적의 몸을 꿰뚫어 봉인 에너지를 흘려넣는 칼라미티 타이탄(일본어: カラミティタイタン 카라미티 타이탄[*])이다.

## 라이징 폼
라이징 폼(Rising form, 일본어: ライジングフォーム 라이진구 호무[*])은 마이티, 드래곤, 페가수스, 타이탄 등 각 폼이 강화된 형태로, 전기의 힘이 더해졌다. 유적에서 발굴된 비문에는 쿠우가가 라이징 폼으로 변신할 때의 방전(放電)에 관한 직접적인 서술이 없다. 작품 안에서는 메 기노가 데의 독으로 빈사 상태에 빠진 유스케를 응급 조치하기 위해 츠바키가 전기 쇼커를 가하자, 아마담에 갖추어져 있던 얼티밋 폼의 능력이 부분적으로 각성한 것으로 묘사되어 있다. 기노가 변이체가 죽은 이후의 싸움에서 수수께끼의 방전 현상으로서 그 힘의 징조가 나타나기 시작하였으며, 유스케의 "특훈"을 통해 발현되었다. 벨트 부분은 금색의 장갑이 추가되었고, 각 폼에서 사용하는 무기들도 강화되었다. 또 쿠우가의 몸 곳곳에 금색의 장식이 생긴 것 외에 장갑 부분에 각 폼에 해당하는 린트 문자가 박혔다. 전투 능력은 대체적으로 상승했지만, 아마담의 부담이 크기 때문에 30초 이상 변신 형태를 유지하기 어려웠다. 그러나 고 가도르 바에게 유스케가 패배한 뒤 쓰러졌을 때, 유스케의 몸에 다시 전기 쇼크가 가해지면서 영구적으로 변신할 수 있게 되었다.

### 라이징 마이티
라이징 마이티(Rising mighty, 일본어: ライジングマイティ 라이진구 마이티[*])는 마이티 폼이 라이징 파워로 강화된 형태이다. 붉은색과 금색을 띠고 있으며 작품 안에서는 "붉은 황금의 쿠우가"(일본어: 赤の金のクウガ 아카노 킨노 쿠우가[*])라고도 불린다. 마이티 폼에서  전신의 능력이 더욱 균형있게 강화되었다. 오른발에는 마이티 킥의 위력을 증폭시키는 금색의 "마이티 앵클릿"(Mighty Anklet, 일본어: マイティアンクレット 마이티 안쿠렛토[*])가 장착되어 있다. 강화된 필살기 "라이징 마이티 킥"은 라이징 타이탄의 공격으로도 쓰러지지 않았던 고 가메고 레에게 처음으로 사용했다. 가메고를 쓰러뜨릴 수는 있었지만, 이 킥으로 인해 반경 3km에 폭발이 일어나게 됨이 판명되면서 쓰는 곳이 한정되게 되었다. 킥의 위력은 약 50톤.

### 라이징 드래곤
라이징 드래곤(Rising dragon, 일본어: ライジングドラゴン 라이진구 도라곤[*])은 드래곤 폼이 라이징 파워로 강화된 형태이다. 파란색과 금색을 띠고 있으며 작품 안에서는 "파란 황금의 쿠우가"(일본어: 青の金のクウガ 아카노 킨노 쿠우가[*])라고도 불린다. 드래곤 폼에서 순발력과 도약력이 더욱 강화되었다. 드래곤 로드는 양 끝에 라이징 파워를 담은 "라이징 드래곤 로드"로 강화되었다. 필살기는 50m까지 강화된 도약력을 활용하여 라이징 드래곤 로드를 적에게 던져 찔러넣은 후, 창 끝에서 봉인 에너지를 흘려넣은 후 안전권으로 날아오른 후 폭발시키는 "라이징 드래곤 슬래시"이다.

### 라이징 페가수스
라이징 페가수스(Rising pegasus, 일본어: ライジングペガサス 라이진구 페가사스[*])는 페가수스 폼이 라이징 파워로 강화된 형태이다. 초록색과 금색을 띠고 있으며 작품 안에서는 "초록빛 황금의 쿠우가"(일본어: 緑の金のクウガ 미도리노 킨노 쿠우가[*])라고도 불린다. 페가수스 폼에서 초감각 능력이 더욱 강화되어, 인간의 수만 배에 달하는 예민한 감각을 가지게 되었으나 대신 제한시간이 50초에서 30초로 줄었다. 페가수스 보우건은 양 끝에 라이징 파워를 담은 "라이징 페가수스 보우건"으로 강화되었다. 필살기는 보다 강력한 위력과 봉인 에너지를 가진 공기탄을 연사하여 적을 쓰러뜨리는 "라이징 블래스트 페가수스".

### 라이징 타이탄
라이징 타이탄(Rising titan, 일본어: ライジングタイタン 라이진구 타이탄[*])은 타이탄 폼이 라이징 파워로 강화된 형태이다. 보라색과 금색을 띠고 있으며 작품 안에서는 "보라빛 황금의 쿠우가"(일본어: 紫の金のクウガ 무라사키노 킨노 쿠우가[*])라고도 불린다. 쿠우가가 맨 처음 사용한 라이징 폼으로, 타이탄 폼에서 위력과 방어력이 더욱 강화되어 완력은 타이탄 폼의 수배에 달한다. 타이탄 소드는 칼날 끝에 라이징 파워를 담은 "라이징 타이탄 소드"로 강화되었다. 필살기는 라이징 타이탄 소드로 적의 몸을 꿰뚫은 후 봉인 에너지를 흘려 넣는 "라이징 칼라미티 타이탄"이다. 또한 응용기로 라이징 타이탄 소드를 두 개 쓰는 "더블 라이징 칼라미티 타이탄"도 있다.

### 어메이징 마이티
어메이징 마이티(Amazing mighty, 일본어: アメイジングマイティ 아메이진구 마이티[*])는 라이징 마이티에서 강화되어 몸의 색깔이 까맣게 변한 라이징 폼의 최종 형태이다. 번개를 다스리는 전사이다. 검은색과 금색을 띠고 있으며 작품 안에서는 "검은 황금의 쿠우가"(일본어: 黒の金のクウガ 쿠로노 킨노 쿠우가[*])라고도 불린다. 여러 번의 전기 쇼크에 의해 항상 라이징 폼으로 변신을 유지할 수 있게 되면서 오른발 뿐만 아니라 왼발에도 마이티 앵클릿이 장착되었다. 또 장갑의 린트 문자도 '번개'의 의미를 가진 문자로 바뀌었다. 필살기는 양발로 라이더 킥을 날리는 "어메이징 마이티 킥"으로 위력은 75톤에 달하는데, 해진 후의 거리가 대낯처럼 빛날 정도로 밝은 거대한 불기둥이 솟아오른다.

## 얼티밋 폼
얼티밋 폼(Ultimate form, 일본어: アルティメットフォーム 아루티멧토 호무[*])은 쿠우가가 고대의 비문에 있는 "성스러운 샘이 말랐을 때"(일본어: 聖なる泉、枯れ果てし時 세이나루 이즈미, 카레하테시 토키[*]), 즉 "상냥한 마음을 잃어버렸을 때" 증오의 힘에 의해 운 다그바 제바와 같은 "검은 어둠"(일본어: 黒き闇 쿠로키 야미[*]), "궁극의 어둠을 가져오는 자"(일본어: 究極の闇をもたらす者 큐쿄쿠노 야미오 모타라스 모노[*]), "무시무시한 전사"(일본어: 凄まじき戦士 스사마지키 센시[*])의 모습 등으로 불리는 쿠우가의 최종 형태이다. 아이덴디티 문구는 "성스러운 샘이 말랐을 때 무시무시한 전사가 우레와 같이 나오고, 태양은 어둠에 묻히리라"(일본어: 聖なる泉枯れ果てし時 凄まじき戦士雷の如く出で 太陽は闇に葬られん)이다. 《가면라이더 쿠우가》 후반에 유스케는 그론기들에 대한 증오로 한번 이 폼으로 변신하는 환상을 봤다가 이 폼의 위험성을 알게 된 후에는 사용하지 않겠다고 결심하지만, 어메이징 마이티가 운 다그바 제바의 압도적인 힘에 밀려 패배하게 되자 결국 변신하기로 결심한다. 그러나 사람들과 그 사람들의 웃는 얼굴을 지키겠다는 상냥한 마음이 남아있었기 때문에 원래의 검은 눈과는 달리 자아와 상냥한 마음을 가지고 있는 붉은 눈의 얼티밋 폼으로 변신하는 데 성공하여, 고대의 비문에 있는 전설을 바꾸게 되었다.
검은색을 띠고 있으며 4개의 뿔, 가시 형태의 파츠를 가지고 있는 보디의 각 부분, 전신에 떠오른 혈관 형태의 조직, 검은 아마담 등 다른 폼과는 기본적으로 다른 외형을 가지고 있다. 모든 면에서 다른 폼을 압도적으로 능가하는 신체 능력을 가지고 있으며, 핸드 컨트롤링은 각 폼의 전용 무기를 만들어낼 수 있게 되었다. 다른 폼에서는 봉인 에너지를 방출하는 기관은 손발의 컨트롤링에만 존재했지만 얼티밋 폼에서는 이것이 혈관 형태의 조직을 따라 온 몸에 표출되어 있어 전신에서 강한 봉인 에너지를 방출할 수 있게 되었다.
팔꿈치나 다리 부분에 있는 큰 가시는 신축 자재로 공격과 함께 늘어나 강한 봉인 에너지를 방출하여 적을 절단한다. 원래는 입을 보호하기 위해 존재하던 "'아머드 마우스"(크래셔)도 엄니가 예리해져 물어뜯는 공격을 할 수 있게 되었다. 또 적의 벨트를 만지는 것으로 능력을 흡수하는 힘도 가지고 있는 등, 전투에 특화된 형태이다. 또 주위의 물질의 원자, 분자를 조작하는 것으로 물질을 플라즈마화하여 표적의 몸에서 불이 일어나게 하는 "초자연 발화 능력"(일본어: 超自然発火能力)을 가지고 있어 손 끝에서 플라지므 이온을 내뿜는 것도 가능하다. 또 이 이외에 많은 초능력을 가지고 있지만, 《가면라이더 쿠우가》 내에서 그 초능력들이 모두 묘사되지는 않았다. 운 다그바 제바와 같은 수준이어서 쿠로가오카 산 전투에서 "초자연 발화 능력"이 서로에게 효과가 없자 다른 초능력들도 서로에게 효과가 없음을 알게 된 쿠우가와 다그바는 서로 육탄 형태로 싸우게 된다. 필살기는 얼티밋 킥(일본어: アルティメットキック)이다.

## 전용 머신

### 고우람
장갑기 고우람(일본어: 装甲機ゴウラム 소코키 고란[*])은 린트가 전사 쿠우가를 돕기 위해 만든, 의사를 가진 '말의 갑옷'(일본어: 馬の鎧 우마노 요로이[*])이다. 거대한 사슴벌레 모습을 하고 있다. 전장 2,700mm, 전폭 1,200mm (양쪽 날개를 닫았을 때), 뿔 길이는 1,010mm이며 최고 500 km/h의 속도로 날 수 있다. 영석 아마담이 담겨 있어, 쿠우가의 의지에 응하여 날아오며 홀로도 쿠우가가 탄 상태로 날아다니는 것 이외에 바이크와 융합하여 강화하는 것도 가능하다. 그러나 원래 트라이체이서와 융합했을 때에는 전투 후에 금속 성분을 잃어버린 화석 형태의 파편이 되어 그 때마다 금속을 충당하는 것으로 형태를 보존하였다. 보통은 과학경찰연구소에 보관되어 있으며 쿠우가의 싸우는 의지에 응하여 전장으로 출발한다. 쿠우가가 탄 상태로 날 때는 린트어가 나타난다.
쿠우가가 얼티메이트 폼이 되어 이성을 잃어버리고 폭주하자 모래로 변하여 소멸했다. 싸움이 끝난 후에도 고우람이 그 상태로 남아있었던 것이 유스케가 증오를 버리고 얼티메이트 폼으로 변신한 계기가 되었다.

### 트라이체이서
트라이체이서 2000(Trychaser 2000, 일본어: トライチェイサー2000 토라이체이사 니센[*]) 또는 일련번호 TRCS 2000은 쿠우가가 사용하는 바이크이다. 경찰이 개발하여 이치조가 유스케에게 맡긴 것으로, 전장 2,400mm, 길이 1,250mm이며, 최고 300 km/h로 달릴 수 있고, 30m까지 점프할 수 있으며 150마력의 힘을 가지고 있다. 고우람과 합체하여 트라이고우람(일본어: トライゴウラム 토라이 고우라무[*])이 될 수 있다.

## 같이 보기
- 가면라이더 디케이드에 등장하는 쿠우가 - 가면라이더 디케이드에 등장하는 3호 라이더로, 고다이 유스케를 모티브로 한 별개의 인물인 오노데라 유스케가 변신한다. 기존의 쿠우가 폼으로 변신할 수 있을 뿐만 아니라, "라이징 얼티밋 폼"이 새로 추가되었고, 디케이드의 파이널 폼 라이드에 의해 스스로 고우람으로 변신한다.

## 참고 문헌
- 《테레비쿤》지 2009년 3월호
- 《테레비 매거진》지 2001년 1월호